# Drzewica wędrowna
Drzewica wędrowna (Dendrocygna arcuata) – gatunek średniej wielkości ptaka z podrodziny drzewic (Dendrocygninae) w rodzinie kaczkowatych (Anatidae).

## Zasięg występowania
Drzewica wędrowna występuje w zależności od podgatunku:
- D. arcuata arcuata – Filipiny, południowe Borneo, Sumatra, Jawa, Celebes, Moluki i Małe Wyspy Sundajskie.
- D. arcuata australis – niziny południowej Nowej Gwinei i północna oraz wschodnia Australia.
- D. arcuata pygmaea – Nowa Brytania (gdzie prawdopodobnie wyginął); dawniej także Fidżi.

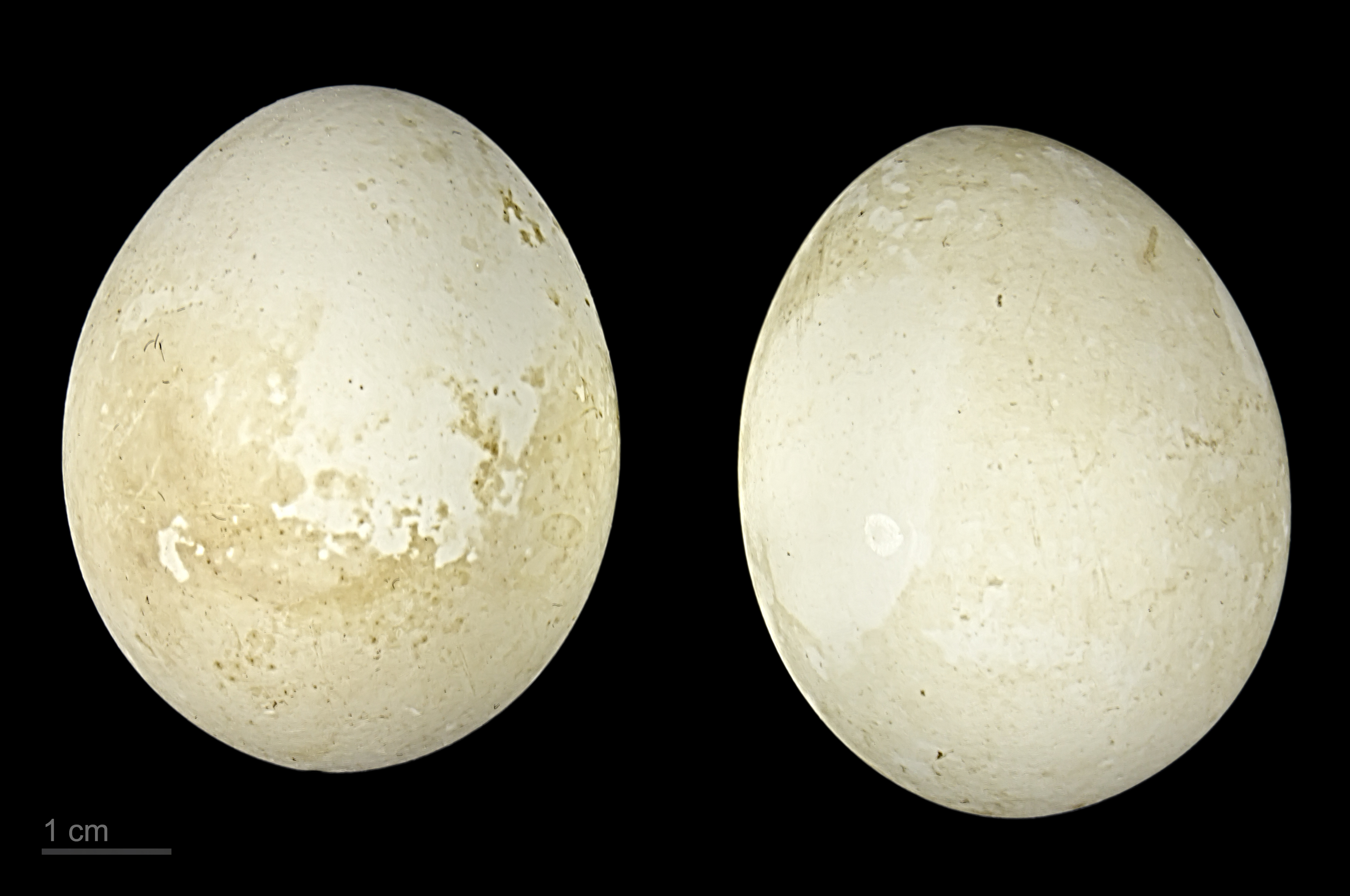
Jaja z kolekcji muzealnej

## Morfologia
Długość ciała 40–45 cm, rozpiętość skrzydeł 80–90 cm; masa ciała samic 453–976 g, samców 741–948 g.

## Status i zagrożenia
Międzynarodowa Unia Ochrony Przyrody (IUCN) uznaje drzewicę wędrowną za gatunek najmniejszej troski (LC – Least Concern) nieprzerwanie od 1988 roku. Globalny trend liczebności populacji uznawany jest za spadkowy. Gatunek ten odnotował lokalnie znaczne spadki liczebności, a w niektórych rejonach swojego dawnego zasięgu występowania uznawany jest za wymarły. Główne zagrożenia to utrata dogodnych siedlisk w związku z rozwojem rolnictwa i urbanizacją.